# Брэдли (аэропорт)

Схема Международного аэропорта Брэдли

Международный аэропорт имени Брэдли (англ. Bradley International Airport) (ИАТА: BDL, ИКАО: KBDL, FAA LID: BDL) — гражданский аэропорт, расположенный в 5 км к западу от Виндзор-Локса, Коннектикут, на границе с Ист-Гранби в графстве Хартфорд, Коннектикут, США. Принадлежит штату Коннектикут.
Аэропорт находится между городами Виндзор-Локс, Саффилд и Ист-Гранби, на полпути между Хартфордом и Спрингфилдом. Это самый загруженный коммерческий аэропорт Коннектикута, в нём совершается 390 взлётов-посадок в среднем ежедневно, а также второй по загруженности аэропорт Новой Англии после бостонского Международного аэропорта Логан. Крупнейшим авиаперевозчиком в Международном аэропорту Брэдли является Delta Air Lines.
В аэропорту находится Музей авиации Новой Англии.

## История
История аэропорта Брэдли ведет начало с приобретения в 1940 году участка земли площадью 1700 акров (7 км²) в Виндзор-Локсе, штат Коннектикут. В 1941 году этот участок был передан Армии США в связи с приготовлениями к надвигающейся войне.
Менее чем через год после того, как военные приняли в управление, аэродром Виндзор-Локса постигло первое несчастье. Среди призванных служить в Виндзор-Локс был молодой лейтенант Юджин М. Брэдли из Оклахомы. 21 августа 1941 года во время тренировочного полёта лейтенант Брэдли на Curtiss P-40 потерпел крушение. Он был похоронен в Хартфорде, однако позднее его прах был перенесен на национальное кладбище в Сан-Антонио, штат Техас.
В память о лейтенанте Брэдли аэродром в Виндзор-Локсе был назван в честь авиатора, аэродром получил название Армейская авиабаза «Брэдли Филд», штат Коннектикут 20 января 1942.
После окончания Второй мировой войны лётное поле было передано гражданским властям штата Коннектикут в 1946 году. Официальная передача аэродрома для общественного и коммерческого использования состоялась в 1948 году.
После передачи аэропорта в пользование гражданскими властями аэродром в Виндзор-Локсе стало известен как Международный аэропорт Брэдли. Первый рейс совершил самолёт Eastern Air Lines в 1947 году, после чего началась гражданская эксплуатация аэропорта. Международные операции в аэропорту начались в том же самом году. В конечном счете аэропорт заменил более старый, меньший по размеру Аэропорт Хартфорд-Брэйнард в качестве главного аэропорта Хартфорда.
В 1960 году пассажирооборот Брэдли пересёк отметку 500 000, было перевезено 500 238 пассажиров.

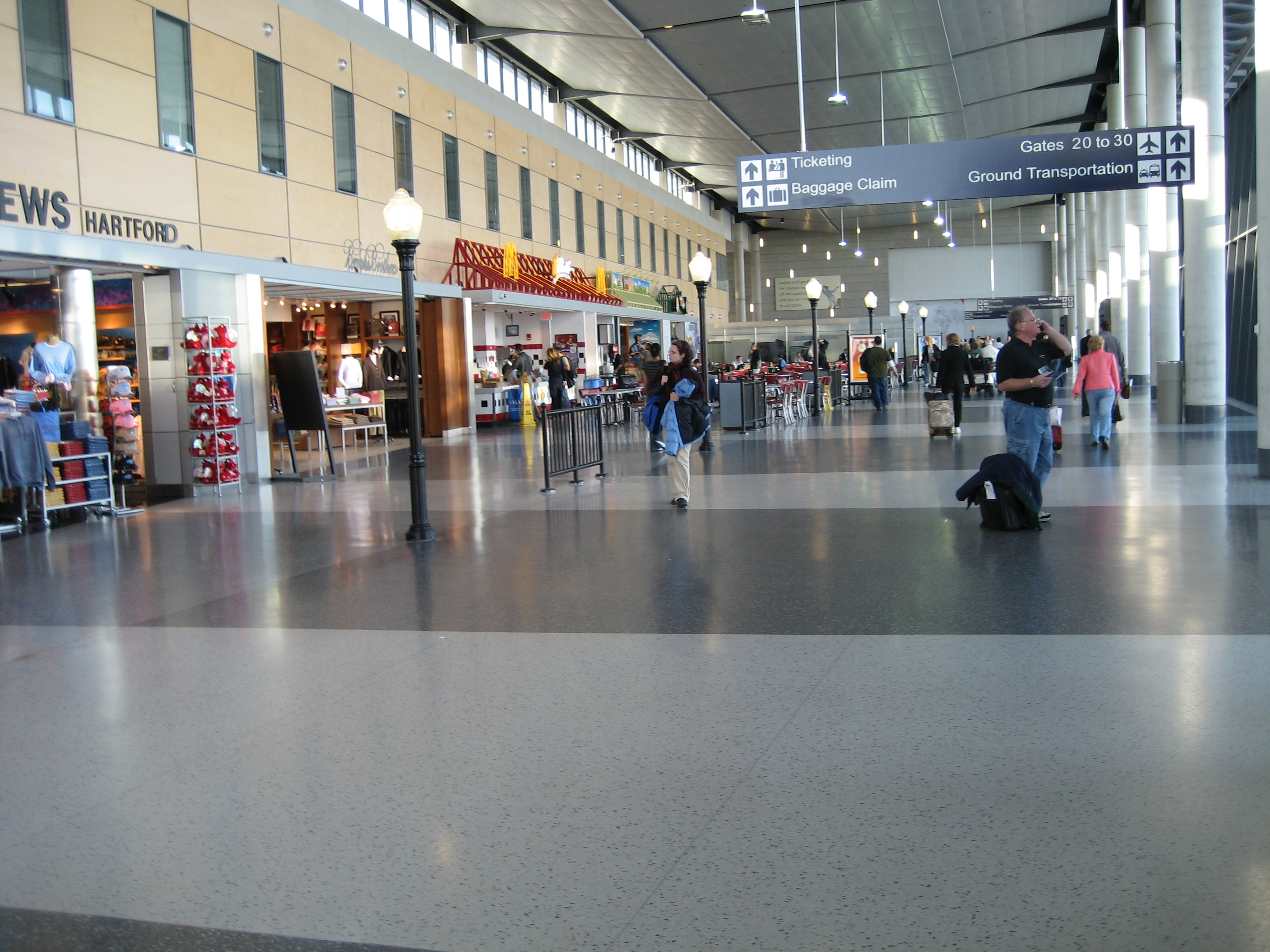
Новый терминал аэропорта

В 1971 году был открыт международный терминал, за ним — ILS на двух влётно-посадочных полосах в 1977 году.
В 1979 году аэропорт пережил торнадо, в результате чего восточная часть аэропорта была разрушена. Музей авиации Новой Англии подвергся наибольшим разрушениям. Он был снова открыт только в 1982 году.
В 2001 году началось строительство нового паркинга. После его завершения возникли проблемы с его использованием, так как после событий 11 сентября ужесточились требования к его размещению, так как он находился слишком близко к аэропорту. Недолгое время паркинг всё же эксплуатировался, хотя каждое транспортное средство проходило индивидуальный досмотр. В конечном счёте Министерство национальной безопасности США запретило эксплуатацию паркинга.
В 2001 также началось строительство нового терминала. Новый терминал, построенный Tomasso Group, был открыт в 2003. Увеличение пропускной способности аэропорта было частью большего проекта повышения имиджа города Хартфорда как места для деловых путешествий и отдыха.
2—3 октября 2007 Airbus A380 посетил Брэдли в рамках мирового турне, остановка в Хартфорде была демонстрацией самолёта рабочим Pratt and Whitney и Hamilton Sundstrand, подразделений United Technologies, которые принимали участие в постройке двигателей GP7000, которые могут использоваться на самолёте.

## Авиакомпании и направления

### Терминал A

#### Восточный Зал
Восточный Зал (Гейты 1-12) принимает авиакомпании альянса SkyTeam, в том числе Southwest Airlines. Continental Airlines переехала в Западный зал после вступления в Star Alliance. Она использует гейты 24 и 25. Гейт A3 используется Northwest Airlines.
- Continental Airlines Гейты A1, A3 (Кливленд, Хьюстон-Межконтинентальный [сезонный])
  - Continental Connection оператор Colgan Air (Ньюарк)
  - Continental Express оператор Chautauqua Airlines (Кливленд)
  - Continental Express оператор ExpressJet Airlines (Кливленд, Ньюарк)
- Delta Air Lines Гейты A9-A12 (Атланта, Канкун [сезонный], Цинциннати/Северный Кентукки, Форт-Лодердейл, Форт Майерс [сезонный], Орландо, Тампа, Уэст-Палм-Бич)
  - Delta Connection оператор Chautauqua Airlines (Цинциннати/Северный Кентукки)
  - Delta Connection оператор Comair (Цинциннати/Северный Кентукки, Форт-Лодердейл [сезонный], Нью-Йорк-JFK, Тампа [сезонный])
- Northwest Airlines Гейты A5, A7 (Амстердам [до 1 октября], Детройт, Миннеаполис/Сен-Пол)
  - Northwest Airlink оператор Mesaba Airlines (Миннеаполис/Сен-Пол)
  - Northwest Airlink оператор Pinnacle Airlines (Детройт, Индианаполис, Мемфис)
- Southwest Airlines Гейты A2, A4, A6, A8 (Балтимор/Вашингтон, Чикаго-Мидуэй, Лас-Вегас, Нэшвилл, Орландо, Тампа)

#### Западный Зал
Западный Зал (Гейты 20-30) принимает перевозчиков Star Alliance, за исключением Air Canada (который использует Терминал B).
- United Airlines Гейты 21, 23 (Чикаго-О’Хара, Вашингтон-Даллас)
  - United Express оператор Mesa Airlines (Вашингтон-Даллас)
  - United Express оператор Shuttle America (Чикаго-О’Хара, Вашингтон-Даллас)
- US Airways Гейты 26-30 (Шарлотта, Филадельфия, Финикс, Вашингтон-Рейган)
  - US Airways Express оператор Air Wisconsin (Филадельфия)
  - US Airways Express оператор Colgan Air (Рочестер (Нью-Йорк))
  - US Airways Express оператор Mesa Airlines (Шарлотта)
  - US Airways Express оператор Republic Airways (Филадельфия, Вашингтон-Рейган)
  - US Airways Express оператор Trans States Airlines (Питтсбург)

### Терминал B
Терминал B (гейты 1-10) принимает авиакомпанию альянса Oneworld American Airlines, авиакомпанию Star Alliance Air Canada и её региональных партнёров, регионального перевозчика Midwest Airlines и все международные чартерные рейсы.
- Air Canada Гейт B1
  - Air Canada оператор Air Georgian (Монреаль, Торонто-Пирсон)
  - Air Canada Jazz (Торонто-Пирсон)
- American Airlines Гейты B5-B10 (Даллас/Форт Уорт, Майамиі, Сан Хуан)
  - AmericanConnection оператор Chautauqua Airlines (Сент-Луис)
  - American Eagle (Чикаго-О’Хара, Рэйли/Дарем)
- Midwest Airlines Гейт B7A
  - Midwest Connect оператор SkyWest (Милуоки) [до 8 сентября]

### Залы авиакомпаний
US Airways — US Airways Club в Западном Зале Терминала A.

### Грузовые операторы
- ABX Air
- ATI
- FedEx Express
- Wiggins Airways
- Polet Airlines
- Tradewinds Airlines
- United Parcel Service UPS Sorting Hub
- Volga-Dnepr Airlines

### Военные операторы
- Воздушная Национальная гвардия Коннектикута
  - 103-е Крыло (103 AW) «Flying Yankees»
    - 118-я Эскадрилья (118 AS): использует C-21. Эскадрилья первоначально носила наименование 118-я истребительная эскадрилья и на вооружении её состояли A-10 Thunderbolt II с середины 1970-х по 2007.
- Военная транспортная авиация использует KC-135 Stratotanker, C-17 Globemaster и C-130 Hercules.
- Армейская Национальная гвардия Коннектикута
  - 126-й Авиационный полк

## Транспорт

### Железная дорога
Ближайшие к аэропорту железнодорожные станции — «Виндзор-Локс» и «Виндзор», обе обслуживают поезда Amtrak. Существуют автобусные рейсы Connecticut Transit между станцией Виндзор и аэропортом. Планируется строительство железнодорожной ветки между Нью-Хейвеном и Спрингфилдом.

### Автобус
Автобусы оператора Connecticut Transit совершают рейсы между Хартфордом, железнодорожной станцией «Виндзор» и аэропортом Брэдли.

## Планы развития

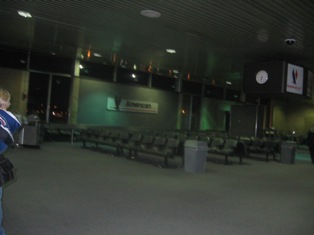
Терминал B

Руководство аэропорта прилагает все усилия для завершения генерального плана аэропорта, который включает снос Терминала B и строительство вместо него нового терминала. Принятие решения об этом зависит от состояния спроса на авиаперевозки, который снижается в связи с сокращением рейсов, повышением стоимости билетов и повышения цен на горюче-смазочные материалы. Планируется строительство нового паркинга. Эти планы могут начать реализовываться только после завершения реконструкции Терминала A. Кроме того, проходит реконструкция гостиницы Шератон.
Бразильская авиастроительная компания Embraer выбрала в качестве места для Северо-восточного сервис-центра в США. Проект стоимостью 11 млн долл. пользуется поддержкой властей штата Коннектикут. Embraer планирует построить и проводить все виды техобслуживания своих бизнес-джетов.
Virgin America рассматривает Хартфорд как один из тридцати городов. в которые она может открыть рейсы в ближайшие пять лет.
JetBlue также имеет планы открытия рейсов в Международный аэропорт Брэдли.